# پتی پراو
پَتی پراوُ (انگلیسی: Patty Pravo؛ زادهٔ ۹ آوریل ۱۹۴۸) یک خواننده و موسیقی‌دان سبک پاپ و پاپ راک اهل ایتالیا است. وی از سال ۱۹۶۶ میلادی تاکنون مشغول فعالیت بوده است و طی ۴ دهه فعالیت هنری، یکی از موفق‌ترین خوانندگان زن ایتالیا محسوب می‌شود.
او که دانش‌آموختهٔ «کنسرتوار موسیقی بنه‌دِتو مارچلو در ونیز» است، کار خوانندگی را در سال ۱۹۶۶ آغاز نمود و پس از آن تا پایان دههٔ ۷۰ میلادی بسیار مشهور و موفق بود. از ترانه‌های مشهور او می‌توان به «عروسک»، «خیال شوریده» و «تصور شگفت‌انگیز» اشاره نمود.
در ایتالیا، ۱۳ آلبوم و ۱۰ تک‌آهنگ از او، به ترتیب در فهرست «۱۰ آلبوم برتر» و «۱۰ تک‌آهنگ برتر» بوده است و خودش نیز، هشت مرتبه در «جشنواره موسیقی ایتالیایی سان‌رِمو» حضور داشته است.
در دههٔ ۶۰ میلادی، «پتی پراوُ» الگویی برای دختران جوان در زمینهٔ شکستن قالب‌های سنتی و تبدیل شدن به زنی امروزی و مدرن بود.
او با شاعر مشهور آمریکایی «ازرا پاوند» و نیز «پاپ ژان بیست و سوم» (آغازگر اصلاحات در کلیسای کاتولیک) آشنایی نزدیک داشت.
از فیلم‌ها یا مجموعه‌های تلویزیونی که وی در آن‌ها نقش داشته‌است می‌توان به زیباترین زوج جهان اشاره نمود.